# Вознесенский (Ставропольский край)
Вознесенский — хутор в Петровском районе (городском округе) Ставропольского края Российской Федерации. Находился в составе муниципального образования «Сельское поселение Прикалаусский сельсовет» (упразднено 1 мая 2017 года).

## География
Расположен в Предкавказье, на Прикалаусских высотах Ставропольской возвышенности.
Расстояние до краевого центра: 84 км. Расстояние до районного центра: 18 км.

## История
Основан около 1939 года

## Население
| 1989 | 2002 | 2010 | 2014 | 2023 |
| ---- | ---- | ---- | ---- | ---- |
| 134  | ↗137 | ↘126 | ↘100 | ↗142 |

По данным переписи 2002 года, 71 % населения — русские.